# ليونيل فييرا
ليونيل فييرا (بالبرتغالية: Leonel Vieira‏) هو كاتب سيناريو ومنتج أفلام ومخرج برتغالي، ولد في 19 يونيو 1969 في ميراندا دودوئورو في البرتغال.

## وصلات خارجية
- ليونيل فييرا على موقع IMDb (الإنجليزية)
- ليونيل فييرا على موقع ألو سيني (الفرنسية)
- ليونيل فييرا على موقع أول موفي (الإنجليزية)
- ليونيل فييرا على موقع قاعدة بيانات الفيلم (الإنجليزية)
- ليونيل فييرا على موقع كينوبويسك (الروسية)